# Tanystylum isabellae
Tanystylum isabellae is een zeespin uit de familie Ammotheidae. De soort behoort tot het geslacht Tanystylum. Tanystylum isabellae werd in 1940 voor het eerst wetenschappelijk beschreven door Marcus. 